# Gyrophaena joyi
Gyrophaena joyi – gatunek chrząszcza z rodziny kusakowatych i podrodziny rydzenic. Zamieszkuje Europę i Syberię.

## Taksonomia
Gatunek ten opisany został po raz pierwszy w 1912 roku przez Normana Humberta Joya pod nazwą Gyrophaena convexicollis. Okazała się ona jednak młodszym homonimem, w związku z czym w 1924 roku Hans Wendeler wprowadził dla omawianego gatunku nowy epitet. 
Wyróżnia się w jego obrębie dwa podgatunki:
- Gyrophaena joyi asiatica Wüsthoff, 1937
- Gyrophaena joyi joyi Wendeler, 1924

## Morfologia
Chrząszcz o wydłużonym ciele długości od 1,6 do 2 mm. Głowa jest ciemnobrązowa, 1,7 raza szersza niż dłuższa, zaopatrzona w wyłupiaste oczy. Barwa czułków jest ciemnobrązowa z żółtymi nasadami. Ich człony od piątego do dziesiątego są wyraźnie szersze niż dłuższe, przy czym piąty i przedostatni są półtorakrotnie szersze niż dłuższe. Przedplecze jest ciemnobrązowe, wyraźnie szagrynowane. Jego szerokość nie przekracza półtorakrotności długości. Pokrywy są brązowożółte z czarno przyciemnionymi tylnymi kątami zewnętrznymi. Kolor odnóży jest żółtawy do pomarańczowego. Zewnętrzne połowy pokryw są wyraźnie, drobno punktowane, a przy tylnych kątach ziarenkowane. Odwłok ma ubarwienie całkowicie ciemnobrązowe lub ciemnobrązowe z brązowawożółtymi tergitami od pierwszego do trzeciego.

## Ekologia i występowanie
Owad rozmieszczony od nizin po góry. Jest polifagicznym mykofagiem. Bytuje w owocnikach różnych gatunków grzybów, szczególnie licznie w pieniążnicy szerokoblaszkowej i boczniance szarawej.
Gatunek palearktyczny. Podgatunek nominatywny znany jest z Irlandii, Wielkiej Brytanii, Francji, Belgii, Holandii,  Niemiec, Szwajcarii, Austrii, Włoch, Danii, Szwecji, Norwegii, Finlandii, Estonii, Łotwy, Polski, Czech, Słowacji, Węgier, Bułgarii oraz europejskiej części Rosji. Podgatunek G. j. asiatica jest endemitem wschodniej Syberii.